# 西宮カントリー倶楽部
西宮カントリー倶楽部（にしのみやカントリーくらぶ）は、兵庫県西宮市仁川町にあるゴルフ場である。

## 概要
西宮市の甲山の麓は、1952年（昭和27年）頃から、警察予備隊（現・自衛隊）の演習場にしばしば使用されていたが、恒久的に演習場として使用するという動きが出始めた。西宮市長の辰馬夘一郎は、そこにはゴルフ場の企画があると反対し、観光文化都市構想の一環として「甲山ゴルフクラブ」の建設を立案した。そして、1954年（昭和29年）11月30日、「社団法人西宮カントリー倶楽部」建設の認可を取得した。
西宮は、1945年（昭和20年）8月5日の大空襲で市内の大半が焼失したため、西宮カントリー倶楽部の建設は辰馬市長の政治目標のひとつだった。辰馬市長は、陣頭指揮で会員の勧誘にも動いた。阪急電鉄株式会社の和田薫（後・初代理事長）の協力を得て法人会員130社39名を集めることができた。
ゴルフ場建設用地は、甲山の麓だが急傾斜地が多く、仁川渓谷と自動車道が用地内を通るため面積が少なく、また、土質が花崗岩地帯であるなど難点が多いことが分かった。コース設計を依頼した井上誠一は半ば呆然としたが、その半面スケール感はとも角、利用価値のあるコースと交通上の利点を高く評価した。
1954年（昭和29年）10月13日、コース造成工事の起工式が行われ、1955年（昭和30年）11月27日、9ホールのコースが完成し、仮開場された。1956年（昭和31年）4月15日、9ホールが増設され、18ホール規模のコースが本開場された。

## 所在地
〒662-0811 兵庫県西宮市仁川町六丁目19番7号

## コース情報
- 開場日 - 195511月27日
- 設計者 - 井上 誠一
- 面積 - 890,000m2（約26.9万坪）
- コースタイプ - 丘陵コース
- コース - 18ホールズ、パー72、6,704ヤード、コースレート73.6
- フェアウェー - コウライ
- ラフ - ノシバ
- グリーン - 2グリーン、ベント、コウライ
- 練習場 - 19打席250ヤード
- 休場日 - 毎週月曜日、12月31日、1月1日[2]

## クラブ情報
- ハウス面積 - 3,300m2（約998.2坪）
- ハウス設計 - 竹腰健造
- ハウス施工 - 株式会社竹中工務店[2]

## ギャラリー
- コース - 「西宮カントリー倶楽部」、コース概要、2021年3月11日閲覧
- ハウス - 「西宮カントリー倶楽部」、レストラン、2021年3月11日閲覧

## 交通アクセス
鉄道
- JR神戸線（東海道本線） - さくら夙川駅より クラブバス利用
- 阪急電鉄（神戸本線・甲陽線） - 夙川駅南口より クラブバス利用
- 阪急今津線 - 逆瀬川駅西口より クラブバス利用[3]

道路
- 阪神高速3号神戸線 - 芦屋出入口より 約10km 約25分
- 阪神高速3号神戸線 - 西宮ICより 約9km 約25分
- 阪神高速5号湾岸線 - 西宮浜出入口より 約12km 約30分
- 阪神高速7号北神戸線 - 西宮山口南出入口より 約10km 約15分
- 中国自動車道 - 宝塚ICより 約6km 約20分
- 中国自動車道 - 西宮北ICより 約12km 約20分[3]

## エピソード
- 1955年（昭和30年）11月27日、9ホールが完成し、仮開場した、西宮市長の辰馬夘一郎は始球式を行ったが、甲山の大師に祈ってドライバーを振った。市長はこれまでゴルフボールを触ったことがなかった[4]。
- 1994年（平成6年）1月から6月まで、コースを全面クローズ、開場50周年事業イベントのワングリーン化改造を終えた。改造設計は大橋一元が行った[4]。

## 関連文献
- 『週刊ダイヤモンド』、 「日本のゴルフ場 西宮カントリー倶楽部」、法林一磨・伊藤昭二、東京 ダイヤモンド社、1971年3月6日、2021年3月11日閲覧
- 『月刊ゴルフマネジメント』、「ゴルフ倶楽部を考える(169回)西宮カントリー倶楽部の創設」、著者井上勝純、東京 一季出版、2000年5月、2021年3月11日閲覧
- 『月刊ゴルフマネジメント』、「ゴルフ倶楽部を考える(第170回)日本のゴルフコース90年の歴史を探る「西宮カントリー倶楽部の発展」」、井上勝純、東京 一季出版、2000年6月、2021年3月11日閲覧
- 『社団法人西宮カントリー倶楽部五十年史50年史』、編纂委員会編、西宮 西宮カントリー倶楽部、2006年1月、2021年3月11日閲覧
- 『ゴルフ場ガイド 西版』、2006-2007、「くまもと阿蘇カントリークラブ」、東京 ゴルフダイジェスト社、2006年5月、2021年3月11日閲覧
- 『全国ゴルフ・コース案内 関西篇』、「西宮カントリー倶楽部」、水谷準著、東京 ベースボール・マガジン社、1963年、2021年3月11日閲覧
- 『美しい日本のゴルフコース BEAUTIFUL GOLF CULTURE IN JAPAN 日本のゴルフ110年記念 ゴルフは日本の新しい伝統文化である』、ゴルフダイジェスト社「美しい日本のゴルフコース」編纂委員会編、「昭和29年、西宮市長・辰馬卯一郎が復興の一環としてゴルフ場建設を立案」、東京 ゴルフダイジェスト社、2013年12月、2021年3月11日閲覧